# Mosca (costellazione)
La Mosca (in latino Musca, abbreviata in Mus) è una delle ottantotto costellazioni moderne. Si tratta di una costellazione minore dell'emisfero meridionale, situata a circa 70° di declinazione sud. È perciò invisibile alle latitudini mediterranee.

## Caratteristiche

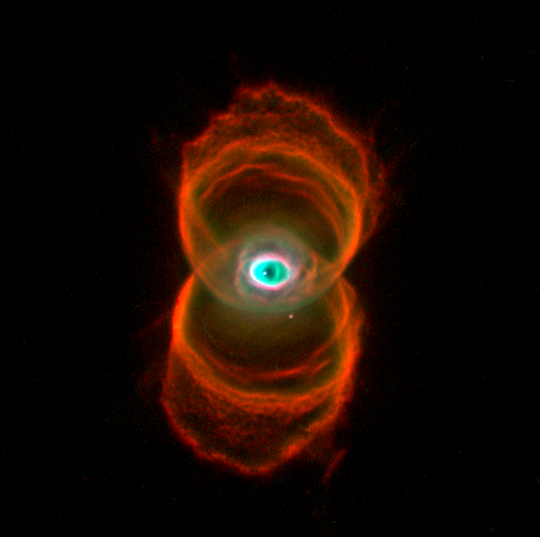
La Nebulosa Clessidra, una debole nebulosa planetaria.

La Mosca si può individuare con estrema facilità, subito a sud della Croce del Sud, dove sono visibili un gruppo di stelle di terza e quarta magnitudine, sul bordo meridionale della brillante Via Lattea australe; parte dei suoi campi stellari si presentano fortemente oscurati da nebulose oscure, mentre la parte settentrionale è oscurata dalla sezione più meridionale della Nebulosa Sacco di Carbone. La costellazione una volta era nota come Musca Australis, in contrapposizione a una Musca Borealis, situata a nord-est dell'Ariete. Oggi si tende a chiamarla semplicemente Musca, o, talvolta, Musca indica, uno dei vari nomi assunti in passato. È stata anche nota con il nome di Apis, l'Ape.
Il periodo più propizio per la sua osservazione nel cielo serale ricade nei mesi compresi fra febbraio e luglio; la sua declinazione fortemente australe ne impedisce l'osservazione alle latitudini boreali a nord del Tropico del Cancro; dalle regioni australi, al contrario, è facilmente osservabile anche per gran parte dell'anno, e alle latitudini temperate si presenta circumpolare. È una tipica figura minore dell'autunno australe.
Nella sua direzione è presente la nube molecolare Mosca, la prima nube interstellare a essere stata studiata tridimensionalmente.

### Stelle principali
- La stella più brillante della costellazione, Alfa, chiamata anche Myia, è una variabile dal colore azzurro distante 350 anni luce dalla Terra. La sua magnitudine apparente varia di pochi centesimi intorno al valore 2,7 in circa due ore.
- Beta, invece, è una stella doppia, formata da due astri di magnitudine 3,7 e 4, con un periodo orbitale di 383 anni. Attualmente la separazione è pari al secondo d'arco, quindi con un telescopio la stella è facilmente risolvibile. Viene chiamata anche Diptera.

Entro i confini della Mosca si trova la Nova Muscae 1991, una sorgente transiente di raggi X. Nova Muscae 1991 è una stella binaria e si pensa che una delle sue due componenti sia un buco nero. Questa deduzione si basa sulla rivelazione di radiazione derivata dall'annichilimento di positroni, che è stata rivelata durante l'esplosione del 1991.

### Stelle doppie
La costellazione della Mosca contiene alcune stelle doppie ottiche piuttosto ampie.
- HD 103079 è la coppia più ampia; è composta da una stella azzurra visibile anche a occhio nudo, più una compagna di settima magnitudine visibile con un binocolo, con una separazione di circa 1,5 primi d'arco.
- η Muscae è una stella azzurra visibile a occhio nudo, con una compagna anche in questo caso di settima grandezza, ma con una separazione di poco inferiore al primo d'arco.

| Principali stelle doppie |                                          |                                          |             |             |                                 |           |
| Nome                     | Coordinate equatoriali all'epoca J2000.0 | Coordinate equatoriali all'epoca J2000.0 | Magnitudine | Magnitudine | Separazione (in secondi d'arco) | Colore    |
| Nome                     | AR                                       | Dec                                      | A           | B           | Separazione (in secondi d'arco) | Colore    |
| HD 103079                | 11h 51m 51s                              | -65° 12′ 21″                             | 4,91        | 7,41        | 86                              | azz + g   |
| HD 105151                | 12h 06m 23s                              | -65° 42′ 34″                             | 6,78        | 7,97        | 8,8                             | g + g     |
| β Muscae                 | 12h 46m 17s                              | -68° 06′ 29″                             | 3,51        | 4,00        | 1,3                             | azz + azz |
| θ Muscae                 | 13h 08m 07s                              | -65° 18′ 22″                             | 5,50        | 7,54        | 5,3                             | azz + azz |
| η Muscae                 | 13h 15m 15s                              | -67° 53′ 40″                             | 4,76        | 7,29        | 54                              | azz + g   |

### Stelle variabili
Le stelle variabili presenti nella Mosca sono perlopiù poco luminose, sebbene ve ne siano alcune di facile osservazione.
Fra le Cefeidi, le prime che furono scoperte nella costellazione, vi sono le due stelle R Muscae e S Muscae che oscillano fra la quinta e la sesta magnitudine, con un periodo compreso fra i 7 e i 9 giorni; entrambe quando sono al massimo della luminosità sono al limite della visibilità a occhio nudo.
Una variabile semiregolare di facile osservazione è la ε Muscae, le cui variazioni piuttosto ridotte possono essere percepite nell'arco di poco più di un mese paragonandone la luminosità con quella di altre stelle vicine.
| Principali stelle variabili |                                          |                                          |             |             |                  |              |
| Nome                        | Coordinate equatoriali all'epoca J2000.0 | Coordinate equatoriali all'epoca J2000.0 | Magnitudine | Magnitudine | Periodo (giorni) | Tipo         |
| Nome                        | AR                                       | Dec                                      | Max.        | Min.        | Periodo (giorni) | Tipo         |
| R Muscae                    | 12h 42m 05s                              | -69° 24′ 27″                             | 5,93        | 6,73        | 7,5102           | Cefeide      |
| S Muscae                    | 12h 12m 47s                              | -70° 09′ 06″                             | 5,89        | 6,49        | 9,6601           | Cefeide      |
| BO Muscae                   | 12h 34m 55s                              | -67° 45′ 25″                             | 5,30        | 6,56        | -                | Semiregolare |
| ε Muscae                    | 12h 17m 35s                              | -67° 57′ 39″                             | 3,99        | 4,31        | 40:              | Semiregolare |
| μ Muscae                    | 11h 48m 14s                              | -66° 48′ 54″                             | 4,6         | 4,8         | -                | Irregolare   |

## Oggetti del cielo profondo
La Mosca è situata sul bordo meridionale della Via Lattea australe, il che potrebbe fare pensare alla presenza di una discreta quantità di oggetti non stellari, se non fosse che questo tratto (che per altro è lo stesso dove si trovano le costellazioni della Carena e della Croce del Sud) si presenta fortemente oscurato da polveri interstellari, appartenenti a un complesso molecolare in cui ha luogo la formazione stellare, specialmente in direzione sud. Alcuni oggetti brillanti sono individuabili nella parte più meridionale della costellazione, lontano dalle polveri galattiche più dense, e in particolare si tratta di due ammassi globulari: NGC 4833, il più luminoso, vicino alla stella δ Muscae e NGC 4372, subito a nord di γ Muscae.
| Principali oggetti non stellari |                                          |                                          |                     |             |                                        |              |
| Nome                            | Coordinate equatoriali all'epoca J2000.0 | Coordinate equatoriali all'epoca J2000.0 | Tipo                | Magnitudine | Dimensioni apparenti (in primi d'arco) | Nome proprio |
| Nome                            | AR                                       | Dec                                      | Tipo                | Magnitudine | Dimensioni apparenti (in primi d'arco) | Nome proprio |
| NGC 4372                        | 12h 25m 45s                              | -72° 39′ 33″                             | Ammasso globulare   | 7,2         | 18,6                                   |              |
| NGC 4463                        | 12h 29m 55s                              | -64° 47′ 23″                             | Ammasso aperto      | 7,2         | 5                                      |              |
| NGC 4815                        | 12h 57m 58s                              | -64° 57′ 42″                             | Ammasso aperto      | 8,6         | 3                                      |              |
| NGC 4833                        | 12h 59m 35s                              | -70° 52′ 28″                             | Ammasso globulare   | 8,4         | 13,5                                   |              |
| NGC 5189                        | 13h 33m 33s                              | -65° 58′ 27″                             | Nebulosa planetaria | 10,3        | 2,3 x 2,3                              |              |

## Sistemi planetari
HD 111232 è una stella simile al Sole che possiede un sistema planetario in cui è noto un solo pianeta confermato: si tratta di un gigante gassoso con una massa minima superiore alle 6,8 masse gioviane, posto su un'orbita a una distanza media di poco inferiore alle due UA. TYC 8998-760-1 è una stella giovane simile al sole che possiede un sistema planetario costituito da due giganti gassosi nelle cui atmosfere sono stati rilevate sensibili tracce di silicati.
| Sistemi planetari |                                          |                                          |             |                |                              |
| Nome del sistema  | Coordinate equatoriali all'epoca J2000.0 | Coordinate equatoriali all'epoca J2000.0 | Magnitudine | Tipo di stella | Numero di pianeti confermati |
| Nome del sistema  | AR                                       | Dec                                      | Magnitudine | Tipo di stella | Numero di pianeti confermati |
| HD 111232         | 12h 48m 52s                              | -68° 25′ 31″                             | 7,61        | Nana gialla    | 1 (b)                        |
| TYC 8998-760-1    | 13h 25m 12,13s                           | -64° 56′ 20,6″                           | 11,12       | Nana gialla    | 2                            |